# Dorfkirche Baek (Groß Pankow)

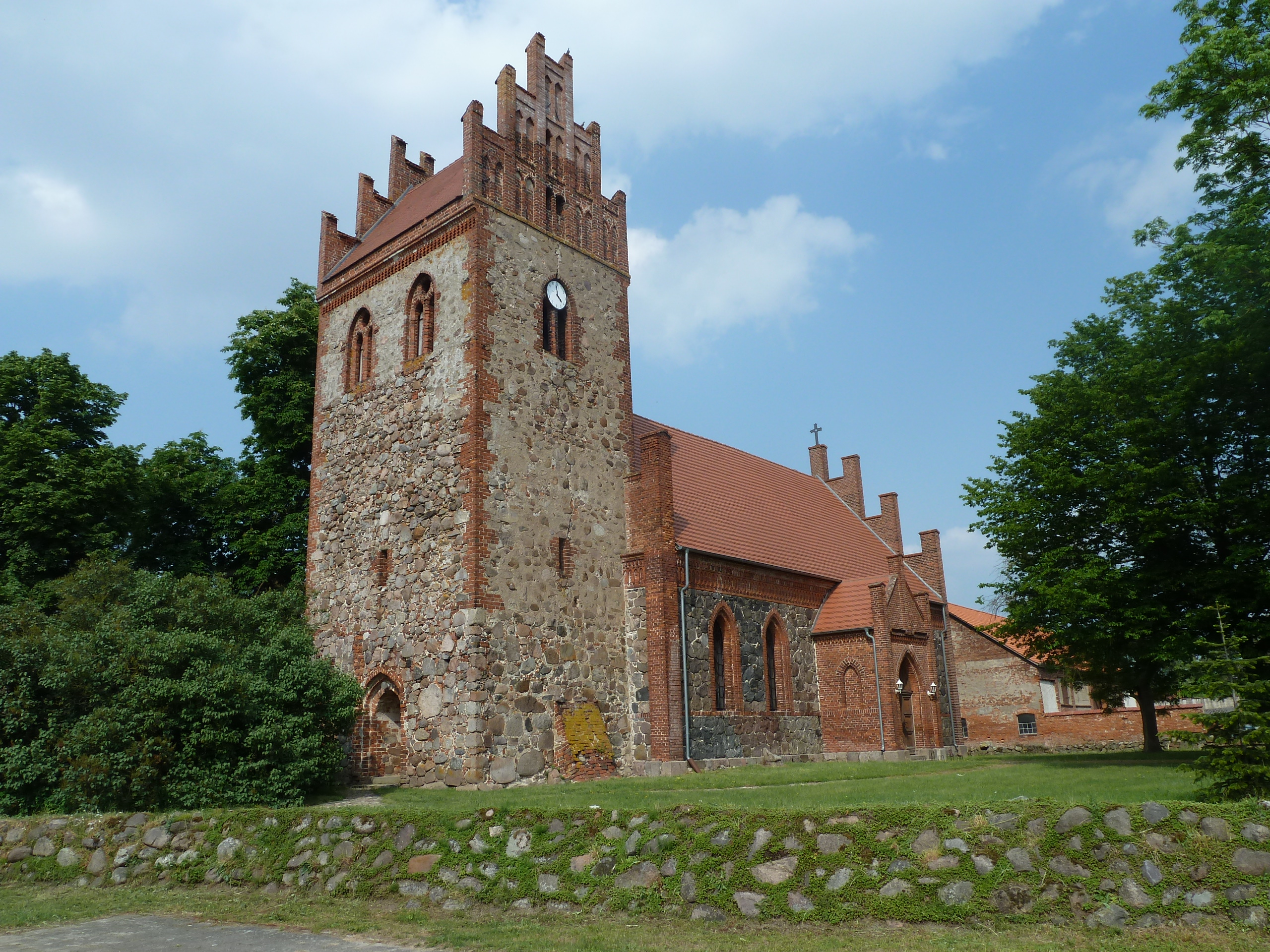
Dorfkirche in Baek

Die evangelische Dorfkirche in Baek, einem Ortsteil der Gemeinde Groß Pankow im Landkreis Prignitz in Brandenburg, wurde 1866 errichtet. Die Feldsteinkirche an der Baeker Straße ist ein geschütztes Baudenkmal.

## Beschreibung
Die Kirche wurde im neugotischen Stil aus Feldstein mit einer polygonalen Apsis errichtet. Der spätgotische Westturm aus behauenem Feldstein mit gekuppelten Schallöffnungen und blendengeschmückten Pfeilerstaffelgiebeln in Backstein stammt vom Vorgängerbau.
Die Laibungen der Fenster, das Dachgesims und der hohe Zinnengiebel im Osten mit Blendengliederung sind in Backstein ausgeführt.

## Ausstattung
Die Orgel mit sechs Registern auf einem Manual wurde 1890 von Friedrich Hermann Lütkemüller aus Wittstock/Dosse eingebaut.
Im Jahr 2005 wurde die Kirche im Innenbereich vollständig renoviert.